# Pavlo Judzik
Pavlo Judzik (en ucraniano: Павло Олександрович Худзік; Teofipol, 29 de abril de 1985 - Zolotonosha, 8 de marzo de 2015) fue un futbolista ucraniano que jugaba en la demarcación de delantero.

## Biografía
Debutó en 2002 jugando con el FC Krasyliv, donde jugó durante dos años, jugando ocho partidos en su primera temporada y 19 en la segunda. En 2004 fichó por el FC Enerhetyk Burshtyn por una temporada, y tras irse posteriormente traspasado al FC Lviv se fue en calidad de cedido al FC Knyazha Shchaslyve. Ya de vuelta en el FC Lviv, en la temporada 2007/2008 ayudó al club a finalizar en segunda posición de la Persha Liha, ascendiendo así a la máxima categoría del fútbol ucraniano. Sólo jugó un año en la Liga Premier de Ucrania de 2009, donde quedó en penúltima posición y descendió para jugar de nuevo en segunda división. En 2010 fichó por el FC Obolón Kiev, donde jugó de nuevo en primera división, quedando en décima posición. En 2011 se fue traspasado al FC Zorya Luhansk. Con el club jugó durante cuatro años en primera división, consiguiendo como mejor puesto la séptima posición en 2014, clasificándose —tras la exclusión del Metalurh Donetsk— para jugar la Liga Europea de la UEFA 2014-15, competición donde Khudzik jugó dos partidos contra el Molde FK noruego.
Falleció en un hospital de Zolotonosha el 8 de marzo de 2015 tras complicaciones después de tener un accidente de tráfico a los 29 años de edad.

## Clubes
| Club                           | País    | Año         | Partidos | Goles |
| ------------------------------ | ------- | ----------- | -------- | ----- |
| FC Krasyliv                    | Ucrania | 2002 - 2004 | 27       | 0     |
| FC Enerhetyk Burshtyn          | Ucrania | 2004 - 2006 | 64       | 9     |
| FC Knyazha Shchaslyve (cedido) | Ucrania | 2007        | 15       | 10    |
| FC Lviv                        | Ucrania | 2007 - 2010 | 81       | 13    |
| FC Obolon Kiev                 | Ucrania | 2010 - 2011 | 26       | 4     |
| FC Zorya Luhansk               | Ucrania | 2011 - 2015 | 42       | 5     |